# Шантіллі (Вірджинія)
Шантіллі (англ. Chantilly) — переписна місцевість (CDP) в США, в окрузі Ферфакс штату Вірджинія. Населення — 24 301 особа (2020).

## Географія
Шантіллі розташоване за координатами 38°53′12″ пн. ш. 77°26′42″ зх. д. / 38.88667° пн. ш. 77.44500° зх. д. (38.886765, -77.445004).  За даними Бюро перепису населення США в 2010 році переписна місцевість мала площу 31,47 км², з яких 31,13 км² — суходіл та 0,34 км² — водойми.

## Демографія
Згідно з переписом 2010 року, у переписній місцевості мешкало 23 039 осіб у 7218 домогосподарствах у складі 5939 родин. Густота населення становила 732 особи/км².  Було 7403 помешкання (235/км²).
Расовий склад населення:
| - 57,6 % — білих - 25,2 % — азіатів - 6,5 % — чорних або афроамериканців - 0,3 % — корінних американців - 0,1 % — вихідців з тихоокеанських островів - 6,1 % — осіб інших рас |

До двох чи більше рас належало 4,3 %. Частка іспаномовних становила 15,9 % від усіх жителів.
За віковим діапазоном населення розподілялося таким чином: 27,8 % — особи молодші 18 років, 65,7 % — особи у віці 18—64 років, 6,5 % — особи у віці 65 років та старші. Медіана віку мешканця становила 36,1 року. На 100 осіб жіночої статі у переписній місцевості припадало 100,2 чоловіків;  на 100 жінок у віці від 18 років та старших — 98,7 чоловіків також старших 18 років.
Середній дохід на одне домашнє господарство  становив 144 043 долари США (медіана — 117 394), а середній дохід на одну сім'ю — 148 798 доларів (медіана — 129 879). Медіана доходів становила 80 924 долари для чоловіків та 58 788 доларів для жінок. За межею бідності перебувало 8,9 % осіб, у тому числі 13,8 % дітей у віці до 18 років та 6,6 % осіб у віці 65 років та старших.
Цивільне працевлаштоване населення становило 12 456 осіб. Основні галузі зайнятості: науковці, спеціалісти, менеджери — 27,9 %, освіта, охорона здоров'я та соціальна допомога — 16,5 %, роздрібна торгівля — 9,3 %, публічна адміністрація — 8,3 %.